# Ла-Пальма (Куба)
Ла-Пальма (исп. La Palma) — город и муниципалитет на Кубе в провинции Пинар-дель-Рио.

## География
Муниципалитет примыкает к северному побережью острова. Он занимает площадь 636 км².

## Достопримечательности
В восточной части муниципалитета расположена долина Виньялес, входящая в список объектов всемирного наследия ЮНЕСКО на Кубе.